# Municipio de Beaver (condado de Butler)
El municipio de Beaver (en inglés: Beaver Township) es un municipio ubicado en el condado de Butler en el estado estadounidense de Iowa. En el año 2010 tenía una población de 1298 habitantes y una densidad poblacional de 13,9 personas por km².

## Geografía
El municipio de Beaver se encuentra ubicado en las coordenadas 42°35′24″N 92°37′22″O / 42.59000, -92.62278. Según la Oficina del Censo de los Estados Unidos, el municipio tiene una superficie total de 93.37 km², de la cual 93,34 km² corresponden a tierra firme y (0,03 %) 0,03 km² es agua.

## Demografía
Según el censo de 2010, había 1298 personas residiendo en el municipio de Beaver. La densidad de población era de 13,9 hab./km². De los 1298 habitantes, el municipio de Beaver estaba compuesto por el 98,07 % blancos, el 0,23 % eran amerindios, el 0,54 % eran asiáticos, el 0,15 % eran de otras razas y el 1 % eran de una mezcla de razas. Del total de la población el 1,16 % eran hispanos o latinos de cualquier raza.